# John Joseph Krol
John Joseph Krol (26 d'octubre de 1910 - 3 de març de 1996) va ser un prelat estatunidenc de l'Església Catòlica Romana. Va ser arquebisbe de Filadèlfia de 1961 a 1988, i anteriorment havia servit com a bisbe auxiliar de la Cleveland (1953-61). Va ser creat cardenal el 1967. Podia parlar onze idiomes.

## Biografia
Krol va néixer a Cleveland, Ohio, el quart dels vuit fills de John i Anna (née Pietruszka) Krol. Els seus pares eren immigrants polonesos originaris de les muntanyes de Tatra. El pare de Krol va tenir diverses feines, treballant com a maquinista, barber, fuster, lampista i electricista; la seva mare treballava com a donzella en un hotel de Cleveland. Als 2 anys, ell i la seva família van tornar a Polònia, però van tornar a Cleveland en un any. Krol va rebre la seva educació primerenca a l'escola parroquial de l'església de St. Hyacinth. A l'edat de 9 anys, va anar a treballar a temps parcial com a ajudant de carnisser. Més tard va treballar com a fabricant de caixes de fusta.
Krol va assistir a l'institut llatí de la catedral i es va graduar als 16 anys el 1927. Després va treballar com a carnisser en una botiga de queviures de Kroger a Cleveland, on va ser encarregat del departament de carn als 18 anys. Les preguntes religioses d'un company de feina luterà va impulsar a Krol a estudiar més profundament la teologia catòlica i eventualment va decidir ingressar al sacerdoci. Va començar els seus estudis la St. Mary's College d'Orchard Lake, Michigan. Més tard es va inscriure al Seminari de Santa Maria en el seu Cleveland natal. A St. Mary's, també va operar un petit negoci de tabac, rebent enviaments de cigarrets defectuosos i després els venia als seus companys seminaristes.

### Presbiterat
El 20 de febrer de 1937, Krol va ser ordenat prevere pel bisbe Joseph Schrembs a la catedral de Sant Joan Evangelista. El seu primer destí va ser com a capellà a l'església de l'Immaculat Cor de Maria, a Cleveland, on va romandre durant un any. El 1938, va ser enviat a continuar els seus estudis a la Pontifícia Universitat Gregoriana a Roma, on va obtenir una llicenciatura de Dret Canònic el 1940. Va rebre un Doctorat en Dret Canònic de la Universitat Catòlica d'Amèrica a Washington DC el 1942.
Després del seu retorn a Cleveland, Krol es va exercir com a professor de dret canònic al seminari de Santa Maria de 1942 a 1943. Va servir com a vice-rector (1943-1951) i canceller (1951-1954) de la diòcesi de Cleveland. Va ser nomenat capellà de Sa Santedat el 1945, i va ser elevat al rang de prelat domèstic el 1951. El 1950, es va convertir en president de la Societat Americna de Dret Canònic.

### Episcopat

#### Cleveland
L'11 de juliol de 1953, Krol va ser nomenat bisbe auxiliar de Cleveland i bisbe titular de Cadi pel Papa Pius XII. Va rebre la seva consagració episcopal el 2 de setembre següent de mans de l'arquebisbe Amleto Giovanni Cicognani, amb l'arquebisbe Edward Francis Hoban i el bisbe Floyd Lawrence Begin com a co-consagrats, a la catedral de Sant Joan l'Evangelista. A més dels seus deures episcopals, va ser nomenat vicari general de la diòcesi de Cleveland el 1954.

#### Filadèlfia
Després de la mort del cardenal John Francis O'Hara, Krol va ser nomenat el sisè arquebisbe de Filadèlfia pel Papa Joan XXIII l'11 de febrer de 1961. La seva instal·lació va tenir lloc a la catedral de Sant Pere i Sant Pau el 22 de març d'aquell any. Va ser el primer polonès americà a convertir-se en arquebisbe, i als 50 anys va ser l'arquebisbe catòlic més jove del país. En el seu primer sermó com a arquebisbe, Krol va parlar de la necessitat de dedicació cívica i virtut, dient: «També sóc conscient del nostre benvolgut país, l'audaç idealisme que l'ha inspirat, el coratge que va donar a llum. Les nostres pregàries, la integritat moral de les nostres vides, la claredat del nostre ensenyament i la sinceritat del nostre patriotisme ajuden a augmentar els recursos espirituals sense els quals cap nació pot sobreviure».
Krol va assistir a les quatre sessions del Concili Vaticà II entre 1962 i 1965. Durant el Concili, va exercir com un dels sis subsecretaris permanents, amb la responsabilitat de mantenir un registre de vots i distribuir, recollir i comptabilitzar les paperetes. També va ser membre del comitè central de coordinació. Com el Papa Pau VI, era més liberal en els principis socials però severament conservador en els de la doctrina i el govern de l'Església. Va condemnar la cursa d'armament i l'avortament, però va donar suport al celibat clerical i el desarmament.
Va ser nomenat cardenal prevere de Santa Maria della Mercede e Sant'Adriano a Villa Albani per Pau VI el 26 de juny de 1967, durant el mateix consistori que va elevar l'arquebisbe Karol Wojtyła de Cracòvia. Tots dos van ser cardenals electors en els conclaves d'agost i octubre de 1978. Wojtyła es va convertir en el Papa Joan Pau II en aquest últim conclave, i Krol va ser un dels seus consellers més propers.
Durant els anys 1960 i 1970, Krol va governar l'arxidiòcesi de Filadèlfia en través d'una època on la població es va traslladar als suburbis . Krol va fer campanya per a la canonització de Katharine Drexel, i va estar present en la canonització del seu predecessor txec a Filadèlfia, el bisbe John Neumann. Va fer un [pelegrinatge]] a Polònia el 1972, i va servir com a president de la President de la Conferència Estatunidenca de Bisbes Catòlics de 1971 a 1974. El 1985, Krol va batejar el desertor del Partit Comunista Polonès, Romuald Spasowski.

### Darrers anys i llegat
Krol va ser hospitalitzat el 1987 per al tractament de la diverticulosi. A causa de la seva mala salut, va dimitir com a arquebisbe de Filadèlfia l'11 de febrer de 1988, exactament 27 anys després que fos nomenat per al càrrec. Va ser succeït per Anthony Bevilacqua.
Krol va morir als 85 anys a Filadèlfia, i va ser enterrat a la cripta sota la Catedral-Basílica dels Sants Pere i Pau.
El cardenal Krol va ser criticat pel seu paper en l'escàndol d'abusos sexuals de l'arxidiòcesi uns 10 anys després de la seva mort. El Gran Jurat va declarar que Krol sabia que sacerdots sota el seu comandament havien violat nois i noies joves, però no va fer res per evitar crims futurs.
E. Michael Jones va publicar una biografia de Krol el 1995 amb el títol de "John Cardinal Krol and the Cultural Revolution". El llibre abasta la vida primerenca de Krol i el seu temps com a president de la Conferència dels Bisbes Catòlics dels Estats Units durant els temps turbulents de la dècada del 1970. Per tal de donar a Jones fonts del llibre, Krol va permetre l'accés de Jones als arxius de l'arxidiòcesi de Filadèlfia.

## Opinions
Krol va ser àmpliament considerat com un conservador acérrimo, fins i tot un "tradicionalista". Tal com va descriure The New York Times, «era un defensor franc de la teologia tradicional, l'autoritat jeràrquica i la estricta disciplina de l'Església». The Philadelphia Inquirer recordà com Krol era «aplaudit pels conservadors com a defensor del patrimoni de l'església i criticat pels liberals com a oponent del canvi». No obstant això, malgrat els seus punts de vista conservadors sobre doctrina i govern de l'església, va ser més liberal en principis socials, com el desarmament nuclear i els programes humanitaris.

### Avortament
El 1973, va protestar per les decisions del Tribunal Suprem que revocaven les lleis estatals que prohibien l'avortament com «una tragèdia indescriptible per a aquesta nació» que «posa en marxa desenvolupaments aterrorizants de contemplar».

### Matrimonis
Es va oposar a una regulació més fluixa que regula els matrimonis entre catòlics i no catòlics.

### Contracepció
Es va referir a la condemna d'anticoncepció de l'Església, reafirmada pel Papa Pau VI el 1968, com "llei divina".

### Desarmament nuclear
El 1979, els seu testimoni al Congrés recolzant converses sobre la limitació d'armes estratègiques van predir un recurs en una carta pastoral dels bisbes nord-americans per al desarmament nuclear del 1983. En ple marge del moviment de la congelació nuclear el 1982, el cardenal Krol va dir a 15.000 manifestants en una manifestació a Filadèlfia que era hora que els governs «desmantellin les armes nuclears existents». Més tard va reconèixer que la seva creença en el desarmament gradual i recíproc, amb fortes garanties contra l'engany, probablement no va ser compartit per tots els manifestants.

### Concili Vaticà II
Després de la cloenda del Concili Vaticà II el 1965, aviat es va unir als alarmats per les pressions per al canvi que el Concili va produir. Es va oposar a molts dels petits canvis opcions en la disciplina de l'Església que van guanyar el favor després del Vaticà II, incloent una regulació més allunyada dels matrimonis entre catòlics i no catòlics, la recepció de la comunió a la mà i assistint a la missa el dissabte al vespre en lloc del diumenge.

### Crèdits fiscals per a escoles catòliques
L'any 1984, el cardenal Krol va aparèixer amb el President Ronald Reagan en una concentració de campanya al Santuari Nacional de la Mare de Déu de Czestochowa, a Doylestown, Pennsilvània, elogiant a Reagan per intentar guanyar crèdits fiscals per als pares de nens en escoles religioses. El mateix any, el cardenal va fer una invocació a la Convenció Nacional Republicana a Dallas.